# Sjöslaget vid Coronel
Sjöslaget vid Coronel ägde rum 1 november 1914 under Första världskriget i Stilla havet nära den chilenska staden Coronel. Under slaget besegrade en tysk flotta en svagare brittisk.

## Förutsättningar
Den tyska flottan av pansarkryssare under ledning av amiral Maximilian von Spee befann sig vid Första världskrigets utbrott i sydliga farvatten. Flottan tog kurs mot sydvästra Sydamerika där den enligt förmodan skulle träffa på minsta möjliga motstånd. Den brittiska eskadern under ledning av Christopher Cradock var på väg från Falklandsöarna åt samma håll.
Den brittiska lätta kryssaren Glasgow fångade upp radiosignaler från den tyska kryssaren Leipzig. Av strategiska skäl var Leipzig det enda tyska fartyg som sände radiosignaler och Cradock antog av denna anledning att han endast skulle träffa på ett fiendeskepp. Glasgow var modernare och snabbare än de andra brittiska fartygen och nådde Coronels hamn först. Denna information kom fram till von Spee som då han tog kurs mot Coronel också antog att fienden var närvarande med endast ett fartyg.

## Slaget
Den 1 november 1914 ungefär klockan 16 fick flottorna syn på varandra. Den tyska flottan hade sin motståndare motsols och inväntade solnedgången. På den brittiska sidan saknades kryssaren Canopus som inte kom fram i tid. Efter solnedgången öppnade den tyska sidan eld vilket direkt besvarades av britterna. Det tyska artilleriet var av större styrka och kryssarna Monmouth och Good Hope fick allvarliga träffar. Explosionen av ammunitionsdepån på Cradocks flaggskepp Good Hope medförde att detta sjönk med befälhavaren ombord. Den brinnande Monmouth hade fortfarande flaggan i topp vilket togs som ett tecken på fortsatt stridsvilja. Hon blev därför sänkt av kryssaren Nürnberg. Den brittiska lätta kryssaren Glasgow och hjälpkryssaren Otranto slog till reträtt för att den 6 november sammanstråla med kryssaren Canopus som befann sig längre söderut.

## Efter slaget
Efter ett uppehåll i Chile planerade von Spee vända hem till Tyskland. Under tiden hade Storbritannien samlat en ny flotta med slagkryssarna HMS Invincible och HMS Inflexible. Armadorna drabbade samman igen i december 1914 i sjöslaget vid Falklandsöarna som blev en avgörande brittisk seger.